# Ellen Sharples
Pour les articles homonymes, voir Sharples.
 (août 2022).
Ellen Sharples (1769-1849) est une artiste-peintre anglaise spécialisée dans les portraits et les miniatures. 

## Biographie
Ellen naquit en 1769 à Wybunbury dans le Cheshire en Angleterre. Après avoir été élève du peintre James Sharples, elle l'épouse, en 1787. Le couple émigra ensuite aux États-Unis et s'installa à Washington. James y avait du succès grâce à ses peintures d'éminents Américains (parmi lesquels George Washington). Ellen réalisait de son côté des copies des œuvres de son mari. Celles-ci étaient de même qualité et tout aussi appréciées, vendues au même prix que les originaux. Le couple vécut également dans les villes de Philadelphie et de New York. Ellen peignit des portraits en pastels et des miniatures à la peinture à l'eau sur des objets en ivoire.
Après la mort de son mari, elle retourna en Angleterre à Bristol avec sa fille Rolinda qui devint elle-même une peintre reconnue. Quand Ellen décéda en 1849, elle laissa un don important à la Bristol Academy pour promouvoir les Beaux-arts. Il s'agit aujourd'hui de la Royal West of England Academy dont le lancement fut possible grâce son don de 2000 livres Sterling. 
Sa fille Rolinda Sharples (1793-1838), qui naquit à New York, resta à Bristol et décéda avant sa mère. Une de ses œuvres majeures s'intitule The Trial of Colonel Brereton (Le jugement du Colonel Brereton), peint en 1834.